# ブロックス
ブロックス(Blokus)は、フランスのベルナール・タビシアンが開発したボードゲーム。2000年、フランスのSekkoia社より発売された。日本では、2002年からビバリー社より発売されていたが、2010年からマテル社の日本法人マテル・インターナショナルより発売されている。なお、ビバリー社製とマテル・インターナショナル製ではピースのサイズが若干異なる。
4色のブロックを盤面に広げていくアブストラクトゲーム。ルールは単純だが、ブロック同士が頂点で接すればいいため、他のピースをすり抜けるように置いて相手の陣地に侵入したり、相手のピースを置けないように妨害するなど、様々な戦略がある。

## ルール

ブロックスで使用されるピース

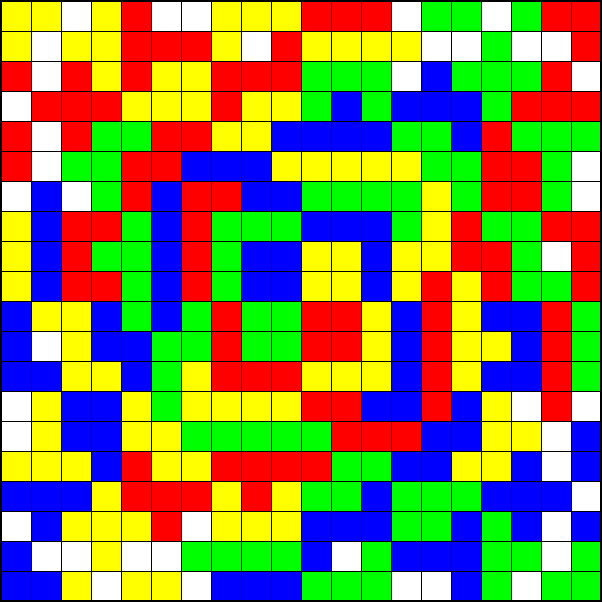
パズルとして1人で全ピースを配置できるように置いていく楽しみ方もある。

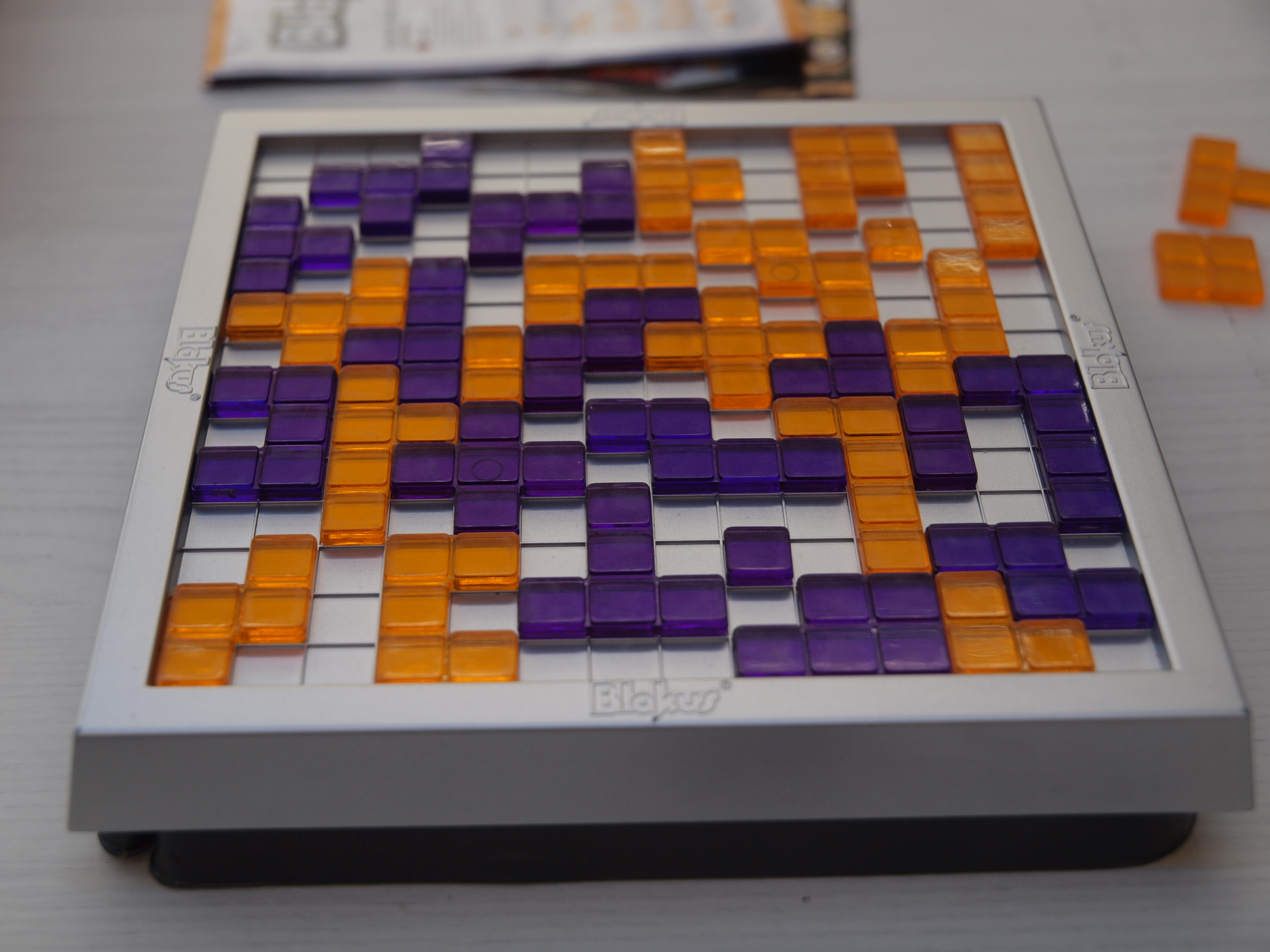
ブロックス デュオ

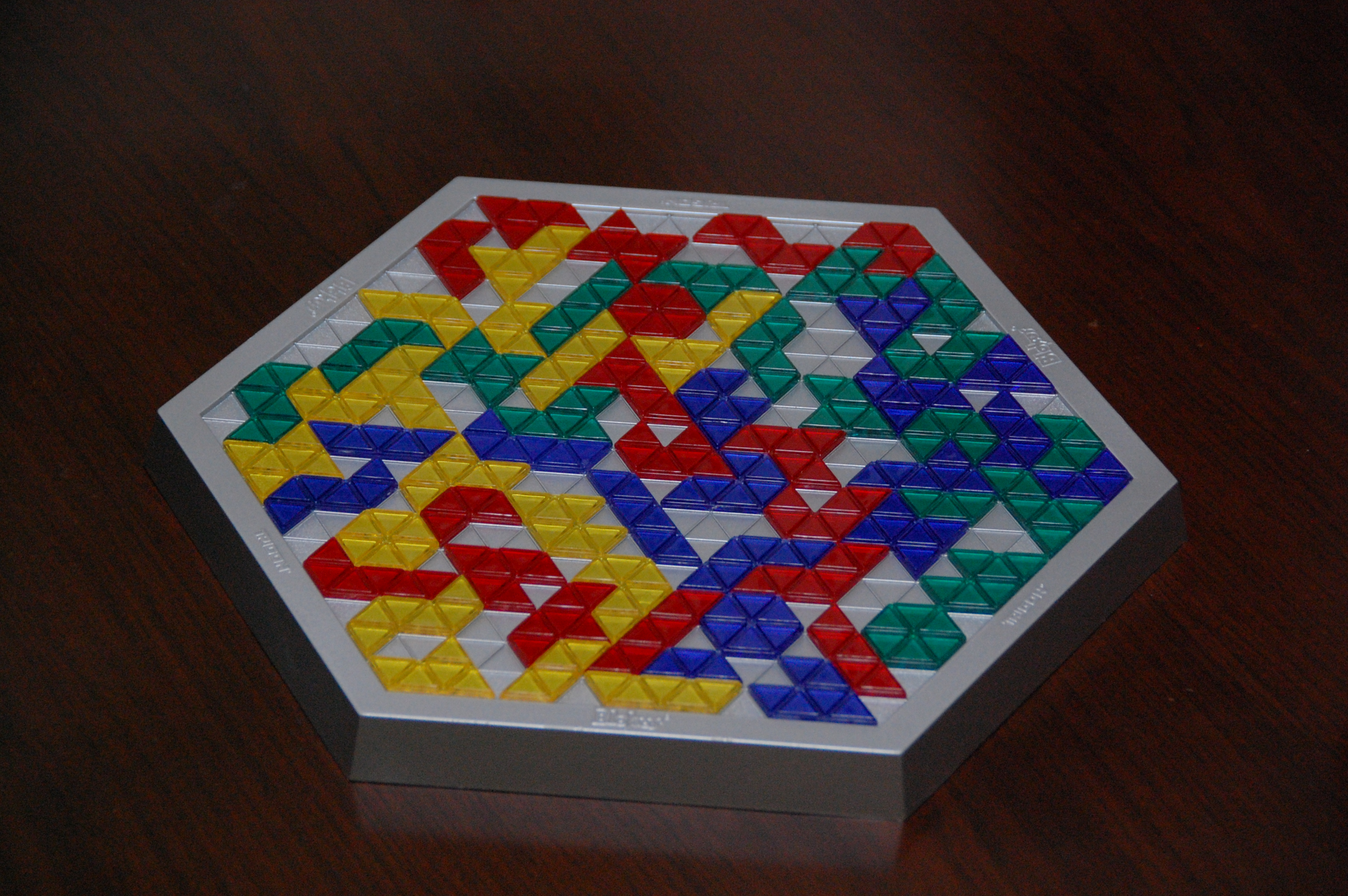
ブロックス トライゴン

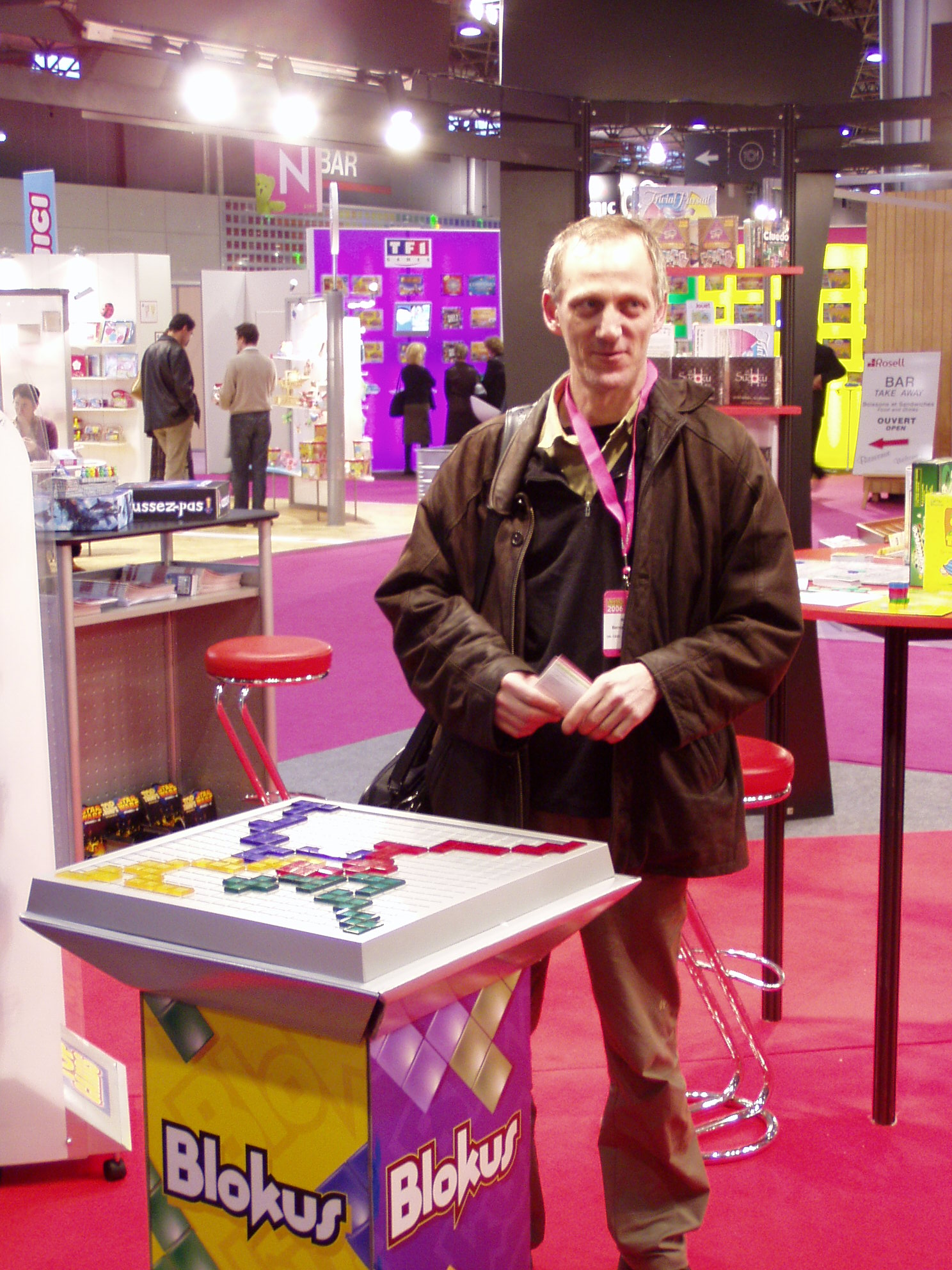
開発者のベルナール・タビシアン

各プレイヤーは、青・黄・赤・緑に分かれ、持ち駒として小正方形が1～5個つながった形の21個（合計89マス分）のピースを持ち、20×20のマスに区切られたボード上に、自分の番ごとに1つずつピースを配置する。その際、最初のピースは、自陣のボードの角の1マスを埋めるように置かなければならない。次の周からは、自分のピース同士が頂点で接しており、辺で接していない場所にしか置くことができない（他者のピースとは辺で接しても良い）。途中でどのピースも置けなくなったプレイヤーはその時点でゲームから抜け、他のプレイヤーでゲームを続ける。全員がピースを置けなくなるとゲームが終了し、以下の得点計算を行って、点数が高いプレイヤーが勝利となる。
- 置くことの出来なかったピース1マス分につき-1点。
- 全てのピースを置くことができれば+15点。さらに、最後に置いたピースが1マスのピースだった場合、ボーナスの5点を加え+20点。

プレイ人数は2人～4人。2人でプレイする場合は、1人が対角線上の2色のピースを担当し、得点計算では2色の点を合計する。3人でプレイする場合は、余った色のピースを3人で順番に担当し、余った色のピースは得点計算時には無視される。

## 派生作品
ブロックス デュオ
2人プレイ専用のブロックス。ボードの大きさは14×14と通常のブロックスに比べて狭い。使用するピースの形は同じで、色は白と黒（過去は橙と紫であった）。ゲームのスタート時は角ではなく中央から始める。
ポータブルサイズで、ピースをボードに固定できるおでかけブロックスも存在する。ピースの色は緑と青。
ブロックス トライゴン
ピースの形が三角形のブロックス。基本的なルールは同じだが、使用するピースは1～6個の正三角形をつなげた形（個数は1個多い22個）で、ボードは1辺9マスの正六角形。
ブロックス 3D
ムーメル社の「ルミ」というゲームのリメイク。11個の立体のピースを順番に積んで置いていき、最後に真上から見て自分の色のマスが多いプレイヤーが勝利。ピースを置く際は最初の周を除いて、自分の色のピースと接していなければならない。
ブロックス パズル
他の派生作品とは異なり、ブロックスのルールを用いて空いている場所にピースを置く1人用パズルゲーム。ピースは通常のブロックスよりも少ない15個で、問題の書かれた紙をボードに差し込み、問題の下に書いてある指定されたピースを用いて盤面を埋める。
ブロックス シャッフル
2022年発売。カードゲームのUNOとのコラボ。UNOのカードとルールを用いて自分の色のカードを引いて出しながらピースを置く。通常では角にしか置けないが例外に同じ色のピースを辺で置けるルールもある。
ブロックス シャッフル ポケモンエディション
2024年発売。ポケモンの「わざカード」（ピースを2個置ける「でんこうせっか」、自分のピースと辺が接する場所に置ける「てっぺき」、相手のピースを別の場所に移動できる「テレポート」、次のプレーヤーが置くピースを指定できる「あやしいひかり」など8種）を駆使し対戦する。

コンピュータゲーム移植も幾度か行われている。PlayStation 2（日本のみ）、PlayStation Portable版がアイレムソフトウェアエンジニアリング（海外版はマジェスコ・エンターテインメント）より、iPhone/iPod touch、PlayStation 3（DL専用）版がゲームロフトよりリリースされた。日本におけるPS2、PSP版は、『ポンコツ浪漫大活劇バンピートロット』の関連作品として『ブロックス倶楽部 with バンピートロット』のタイトルでリリースされている。

## 受賞歴
- 2000年 パリ トイグランプリ（Grand Prix du Jouet）
- 2001年 カンヌ国際トイフェスタ（Super As d'Or）
- 2002年 ドイツ年間ゲーム大賞（Spiel des Jahres）2002 ノミネート
- 2003年 日本ゲームマーケット 大賞2002
- 2003年 Gold Awards Oppenheim Toy Portfolio USA
- 2003年 Mensa Select
  - 毎年アメリカのメンサ会員が最新ボードゲームをプレイして評価し、上位5つのゲームにMensa Selectの称号が与えられる。商品パッケージの右上に「MENSA SELECT」のマークが表示されている[6]。
- 2003年 日本ボードゲーム大賞2002 国産ゲーム部門
- 2005年 日本頭脳スポーツゲーム大賞2005 海外ゲーム部門　ベストブレイニスト賞

## 大会
2019年にマテル・インターナショナルの主催で、日本国内のチャンピオンを決める「ブロックス グランプリ」が初開催された。優勝者には限定品の金色のピースが贈られている。

## ブロックスの日
2024年、マテル・インターナショナルが毎年8月10日を「ブロックスの日」と制定した。ブロックス（Blokus）の「B」を数字の8、「lo」を10に見立て8月10日となった。